# Notetaker
Notetaker quer dizer literalmente "tomador de notas", é geralmente um computador simples destinado a escrita, existem basicamente quatro categorias de notetakers:

## Portable Word Processors (Processador de textos portáteis)
São basicamente compostos de um teclado padrão notebook (compacto) e um pequeno visor LCD que mostra simplesmente o texto a medida que ele é digitado, gravando-o automaticamente, o texto pode então ser transmitido para um computador para ser formatado ou impresso diretamente em uma impressora. Alguns podem ser acoplados a um sintetizador de voz para serem usados por portadores de deficiências.

## Braille Notetakers
Dispositivos de permitem o registro e posterior impressão dos dados em braille. Possuem geralmente um teclado padrão braille, e alguns um visor braille para conferência.

## Handwriting Notetakers
Equipamento que reconhece e armazena os movimentos da mão, podendo salvar desenhos a mão livre, textos, rabiscos, etc., pode ser através de uma base fixa ou captando os movimentos geralmente de uma caneta especial.

## Voice Notetakers
Pequenos gravadores de voz que quando conectados a um computador transformam o áudio em texto.